# Rikspresidentpalatset
Rikspresidentpalatset (tyska: Reichspräsidentenpalais) utgjorde från 1919 till 1934 säte och residens för Tysklands rikspresident. Byggnaden uppfördes 1735–1737 och var belägen vid Wilhelmstrasse 73 i Berlin.
Rikspresidentpalatset var bostad för rikspresidenterna Friedrich Ebert (1919–1925) och Paul von Hindenburg (1925–1934). 
Efter skador både under och efter andra världskriget revs byggnaden, då i Östberlin, slutligen 1960.